# Freguesia

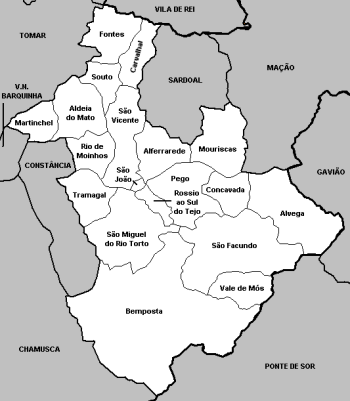
Kommundelarna i kommunen Abrantes

Freguesia är en administrativ underindelning i Portugal  och i några portugisiskspråkiga länder. Det torde bäst kunna beskrivas som en stadsdel eller en kommundel. 
Det är en underindelning av en kommun (município) - även kallad concelho. Varje sådan församling tar namnet på sin ort, vilket alltid är den mest betydande (eller den enda) byn eller staden i kommunen. I de fall där området delas upp i mer än en kommundel, tar var och en namnet efter något landmärke eller efter något skyddshelgon från den i allmänhet till namnet likalydande katolska församlingen.
Man kan lägga märke till att en kyrkoförsamling på portugisiska heter paróquia.
Varje kommundel (Freguesia) styrs av en junta (Junta de Freguesia) som utses inom en kommundelsfullmäktige (Assembleia de Freguesia) vilket väljs på fyra år i allmänna kommunala val (Eleições Autárquicas).
Kommuner i Portugal är oftast indelade i många stadsdelar/kommundelar, men fem kommuner har bara en sådan: Alpiarça, Barrancos, Porto Santo, São Brás de Alportel och São João da Madeira. Kommunen och församlingen, i dessa fem fall, har samma geografiska utsträckning och delar samma namn. Corvo är ett specialfall av kommun som saknar stadsdelar/kommundelar. Barcelos är den kommun som har flest stadsdelar/kommundelar: 89 st.
Portugal har totalt 3092 freguesias fördelade på 308 kommuner efter en reform 2013 som reducerades antalet från det tidigare 4257.